# 클레베

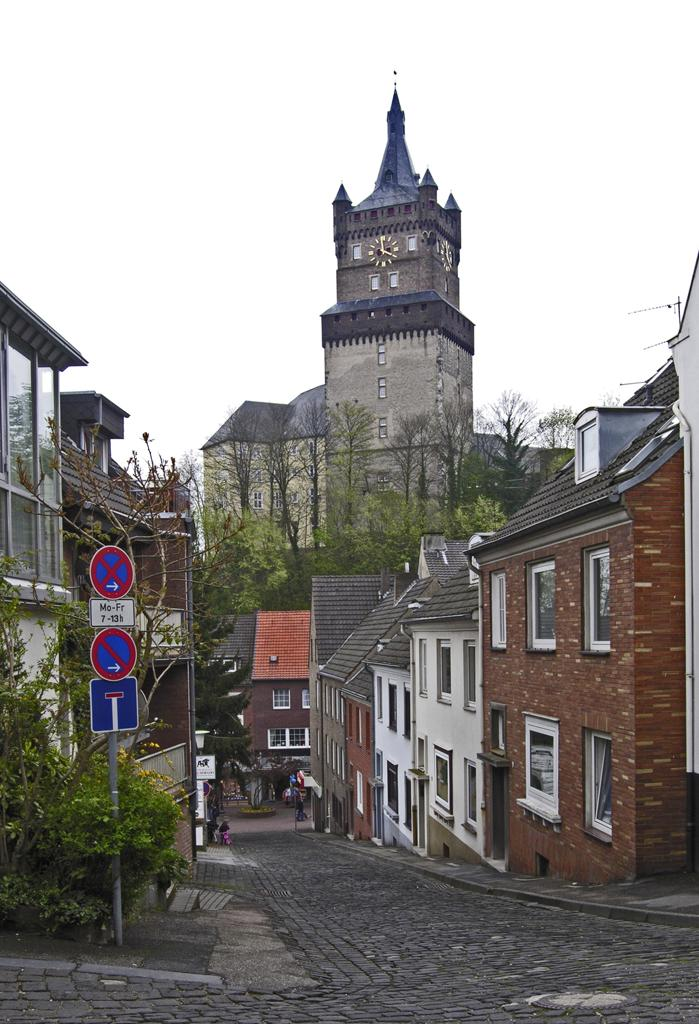
클레베에 위치한 슈바넨 성

클레베(독일어: Kleve)는 독일 노르트라인베스트팔렌주에 위치한 도시로 면적은 97.79 km2, 높이는 12m, 인구는 51,047명(2016년 12월 31일 기준), 인구 밀도는 520명/km2이다. 행정 구역상으로는 뒤셀도르프 현에 속한다.
라인강 연안과 접하며 네덜란드 국경과 가까운 지점에 위치한다. 1092년부터 1795년 프랑스에 합병되기 이전까지 존재했던 백국이자 공국인 클레베 공국의 수도였던 곳이며 1242년에 도시 지위를 부여받았다.

시 문장

## 인구
| 연도 | 인구   | ±%      |
| ---- | ------ | ------- |
| 1815 | 6,517  | —       |
| 1832 | 6,990  | +7.3%   |
| 1867 | 9,209  | +31.7%  |
| 1898 | 13,724 | +49.0%  |
| 1910 | 18,135 | +32.1%  |
| 1920 | 19,453 | +7.3%   |
| 1930 | 21,561 | +10.8%  |
| 1939 | 21,784 | +1.0%   |
| 1950 | 28,740 | +31.9%  |
| 1960 | 21,129 | −26.5%  |
| 1970 | 45,675 | +116.2% |
| 1980 | 45,899 | +0.5%   |
| 1990 | 47,191 | +2.8%   |
| 2000 | 48,926 | +3.7%   |
| 2010 | 49,794 | +1.8%   |
| 2013 | 50,650 | +1.7%   |